# Corn flakes
Copos de maíz, hojuelas de maíz o, en inglés, corn flakes, es un tipo de cereal de desayuno elaborado a partir de hojuelas de maíz tostadas. El cereal, originalmente elaborado con trigo, fue creado por Will Kellogg en 1894 para los pacientes del Sanatorio de Battle Creek, donde trabajaba con su hermano John Kellogg, quien era el superintendente. El cereal para el desayuno demostró ser popular entre los pacientes y, posteriormente, Kellogg inició lo que se convirtió en Kellogg Company para producir hojuelas de maíz para el público en general. Se otorgó una patente para el proceso en 1896, luego de una batalla legal entre los dos hermanos.
Con las hojuelas de maíz volviéndose populares en la comunidad en general, un paciente anterior en el sanatorio, CW Post, comenzó a fabricar productos rivales. Kellogg continuó experimentando con varios ingredientes y diferentes granos. En 1928, comenzó a fabricar Rice Krispies, otro cereal de desayuno exitoso.
Hay muchas marcas genéricas de hojuelas de maíz producidas por varios fabricantes (entre ellas Kellogg's y CPW). Además de usarse como cereal para el desayuno, las hojuelas trituradas pueden ser un sustituto del pan rallado en las recetas y se pueden incorporar a muchos platos cocinados.

## Descripción
Las hojuelas de maíz son un producto de cereal envasado formado por pequeñas hojuelas de maíz tostadas, generalmente se sirve frío con leche y, a veces, azúcar. Desde su producción original, las hojuelas simples se han aromatizado con sal, azúcar y malta, y se han fabricado muchos productos sucesivos con ingredientes adicionales, como Frosted Flakes y Crunchy Nut. Los copos de maíz se producen en cantidades significativas en la fábrica de Trafford Park en Manchester, Inglaterra, que es la fábrica de cereales más grande del mundo.

## Historia
El desarrollo del cereal en copos en 1894 ha sido descrito de diversas formas por John Kellogg, su esposa Ella Eaton Kellogg, su hermano menor Will y otros miembros de la familia. Existe un desacuerdo considerable sobre quién estuvo involucrado en el descubrimiento y el papel que desempeñaron. Según algunos relatos, Ella sugirió estirar la masa en láminas delgadas y John desarrolló un juego de rodillos para tal fin. Según otros, John tuvo la idea en un sueño y usó equipo en la cocina de su esposa para enrollarlo. En general, se acepta que al ser llamado una noche, John Kellogg dejó atrás un lote de masa de trigo y bayas. En lugar de tirarlo a la mañana siguiente, lo pasó por los rodillos y se sorprendió al obtener delicados copos, que luego se podían hornear. Will Kellogg se encargó de descubrir qué había sucedido y recrear el proceso de manera confiable. Ella y Will a menudo estaban en desacuerdo, y sus versiones de la historia tienden a minimizar o negar la participación del otro, mientras enfatizan la suya propia. El templado, el proceso que habían descubierto los Kellogg, se convertiría en una técnica fundamental de la industria de los cereales en copos.
El 31 de mayo de 1895 se presentó una patente para "Cereales en hojuelas y el proceso de preparación de los mismos" y se emitió el 14 de abril de 1896 a John Harvey Kellogg con el número de patente 558.393. Significativamente, la patente se aplicó a una variedad de tipos de granos, no solo al trigo. John Harvey Kellogg fue la única persona nombrada en la patente. Más tarde, Will insistió en que él, no Ella, había trabajado con John y afirmó repetidamente que debería haber recibido más crédito del que se le dio por el descubrimiento del cereal en hojuelas.
Los copos de cereal, que los hermanos Kellogg llamaron Granose, eran un alimento muy popular entre los enfermos. Los hermanos luego experimentaron con otras hojuelas de otros granos. En 1906, Will Keith Kellogg, quien se desempeñó como gerente comercial del sanatorio, decidió tratar de comercializar masivamente el nuevo alimento. En su nueva compañía, Battle Creek Toasted Corn Flake Company, agregó azúcar a las hojuelas para hacerlas más apetecibles para una audiencia masiva, pero esto provocó una ruptura entre su hermano y él. En 1907, su compañía realizó una campaña publicitaria que ofrecía una caja de cereal gratis a cualquier mujer que le guiñara un ojo a su tendero. Para aumentar las ventas, en 1909 agregó una oferta especial, el Folleto de imágenes divertidas en movimiento de Jungleland, que se puso a disposición de cualquiera que comprara dos cajas de cereal. Esta misma prima se ofreció durante 22 años. Al mismo tiempo, Kellogg también comenzó a experimentar con nuevos cereales para expandir su línea de productos. Rice Krispies, su siguiente gran éxito, salió a la venta por primera vez en 1928.
Ha habido muchas mascotas de Cornflakes de Kellogg. El más popular es un gallo verde llamado Cornelius "Corny" Rooster, que ha sido la mascota desde su debut. En los primeros comerciales, pronunciaba el eslogan "¡Despierta, levántate, disfruta de los Cornflakes de Kellogg!" Dallas McKennon y Andy Devine le dieron voz. Más tarde, dejó de hablar y simplemente cantó.[cita requerida] El concepto de usar un gallo estilizado se originó a partir de una sugerencia de la amiga de la familia Nansi Richards, una arpista de Gales, basada en la similitud entre ceiliog, la palabra galesa para "gallo", y el apellido de Kellogg (no relacionado).

## En gastronomía
Hay una gran variedad de recetas diferentes para platos que involucran hojuelas de maíz y las hojuelas de maíz trituradas pueden incluso ser un sustituto del pan rallado.
Las alegrías de miel son un refrigerio de fiesta popular en Australia. Se hacen mezclando hojuelas de maíz con miel, mantequilla y azúcar y horneando en moldes para hamburguesas o muffins. Una variante popular en el Reino Unido son los pasteles de copos de maíz con chocolate, o nidos de chocolate, elaborados con copos de maíz, chocolate negro, sirope dorado y mantequilla. Por lo general, hecho en Pascua para o por niños, y cubierto con mini huevos En Nueva Zelanda, las hojuelas de maíz son un ingrediente central en las galletas afganas, una galleta de chocolate hecha con hojuelas de maíz y cubierta con glaseado de chocolate.

### Galería

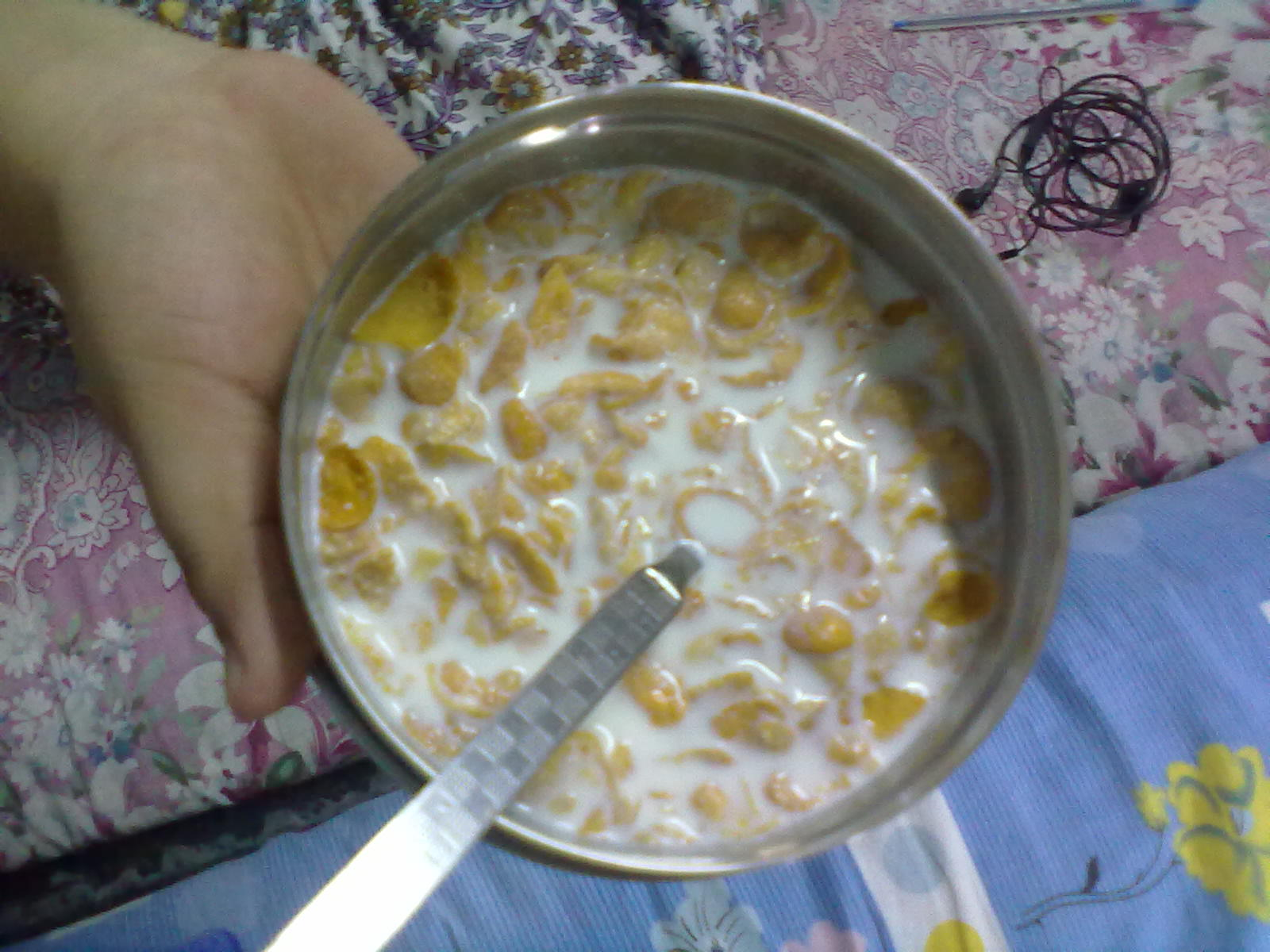
Copos de maíz con leche
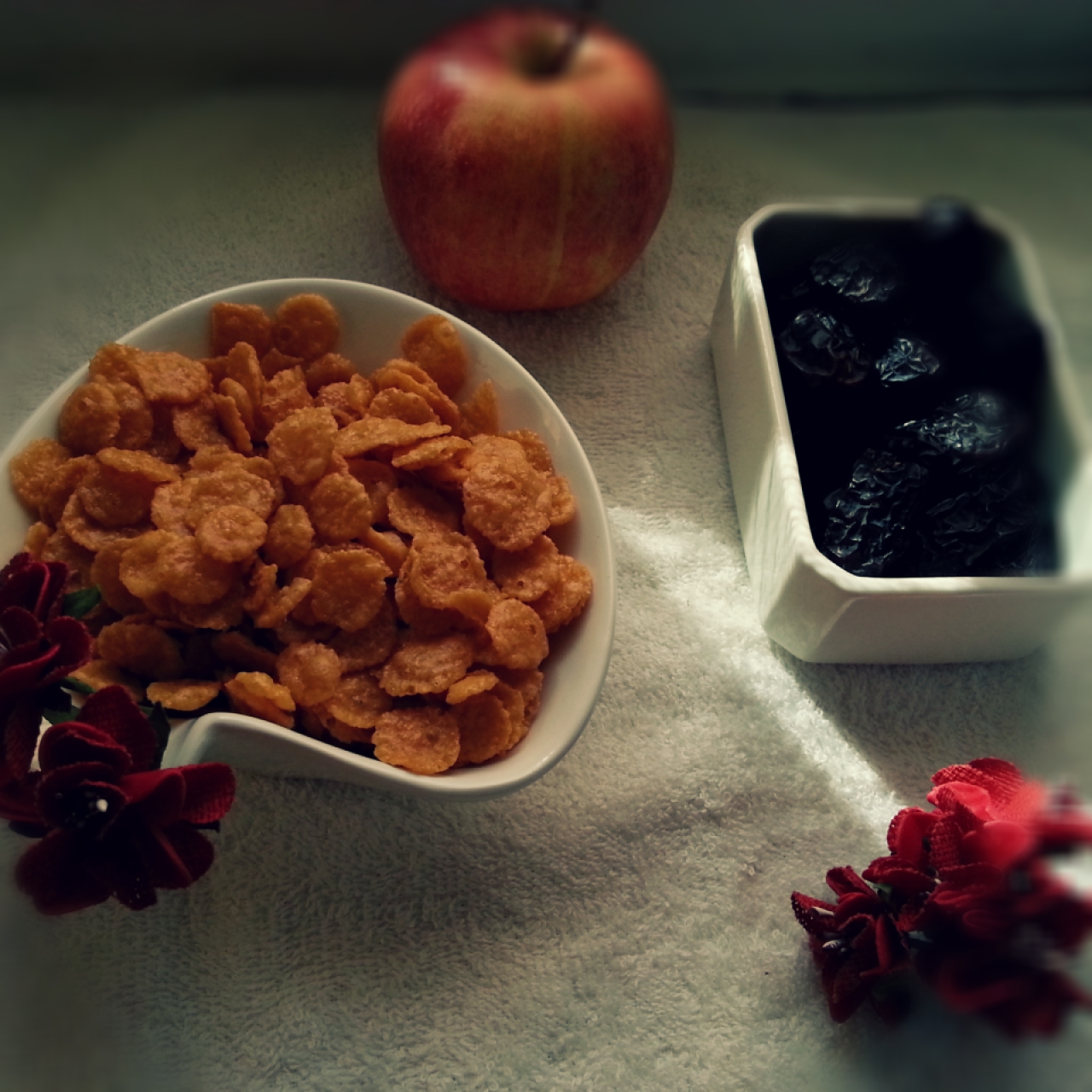
Plato árabe
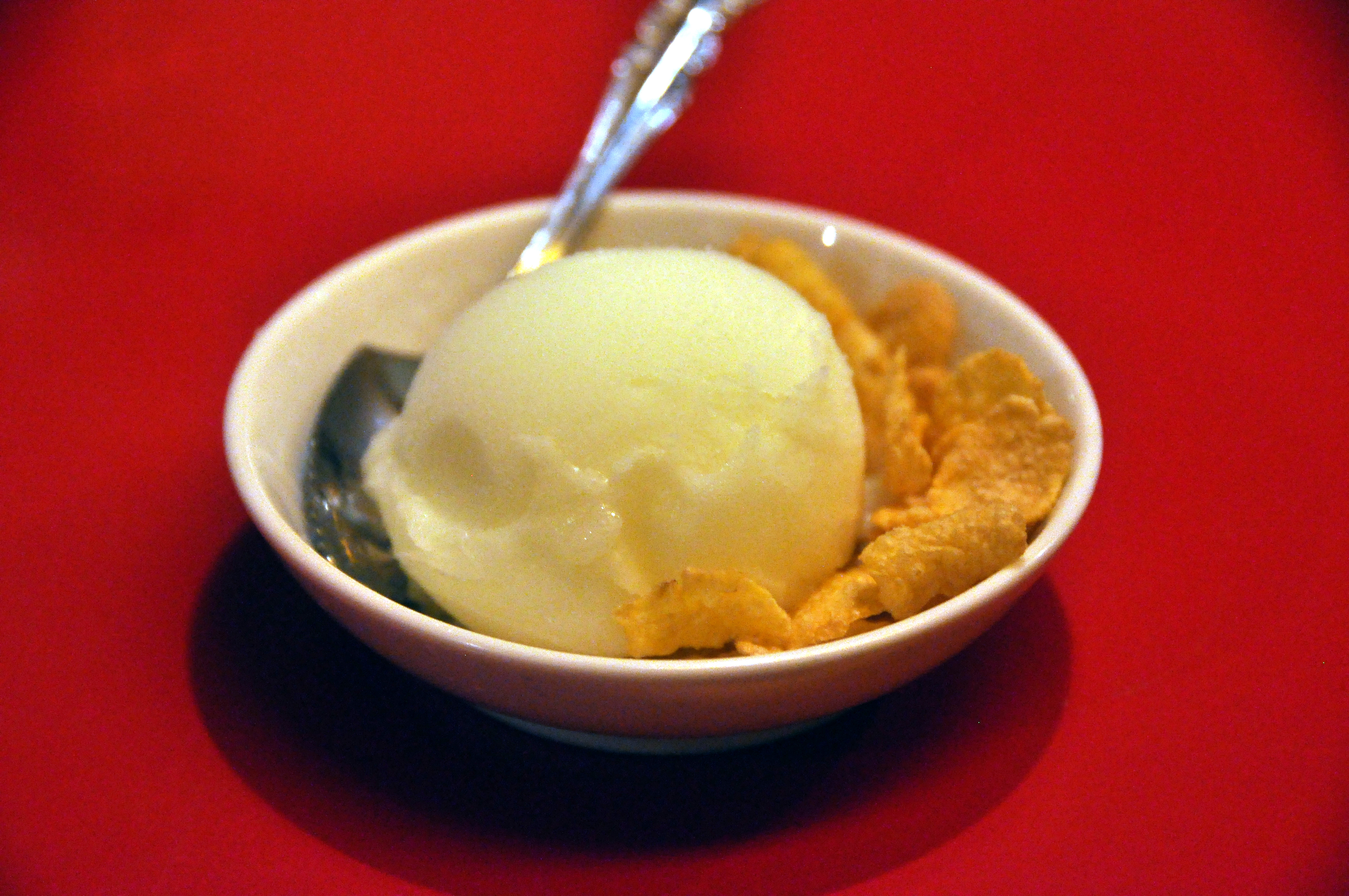
Sorbete de lima con copos de maíz
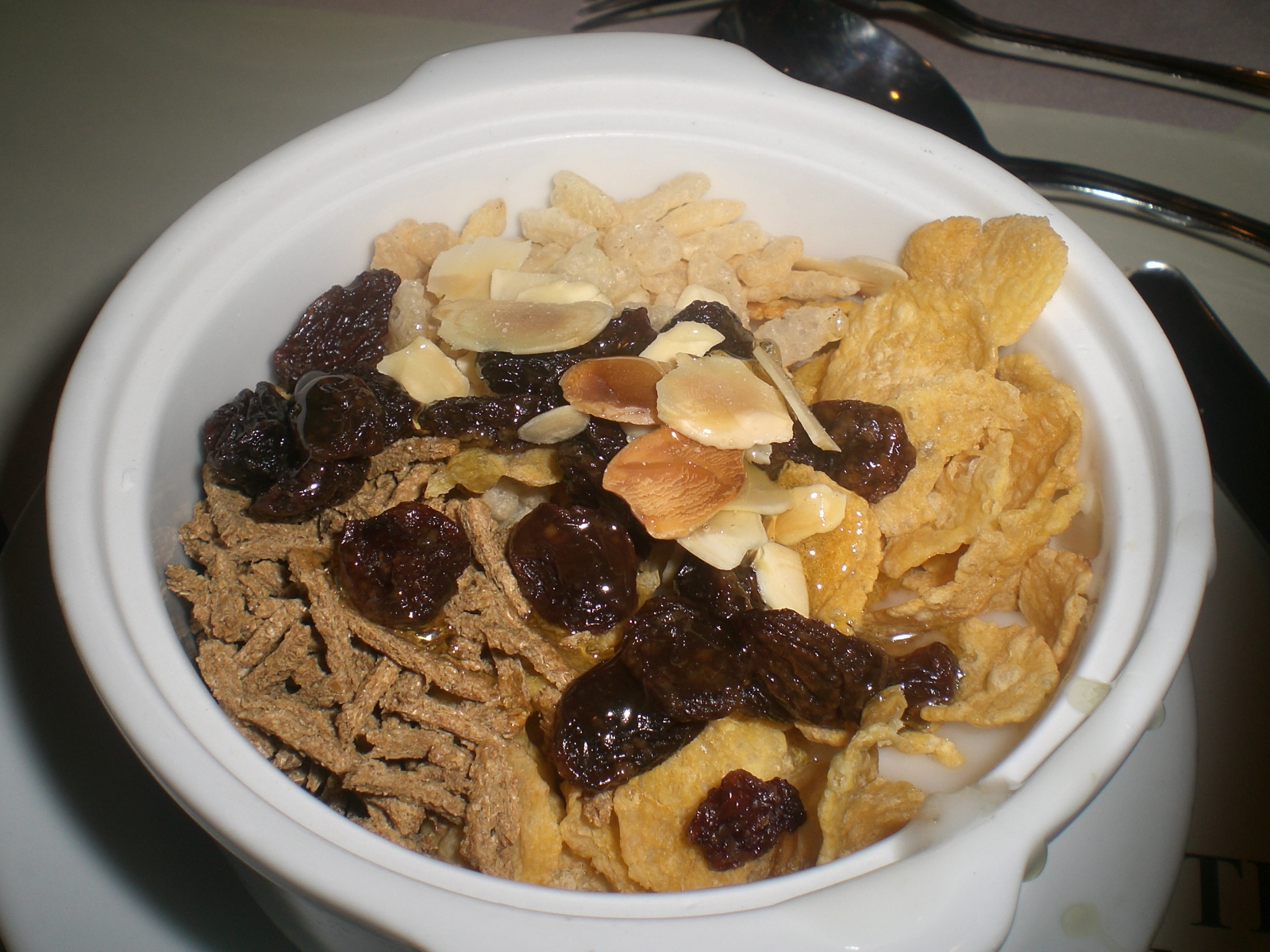
Copos de maíz con frutos secos
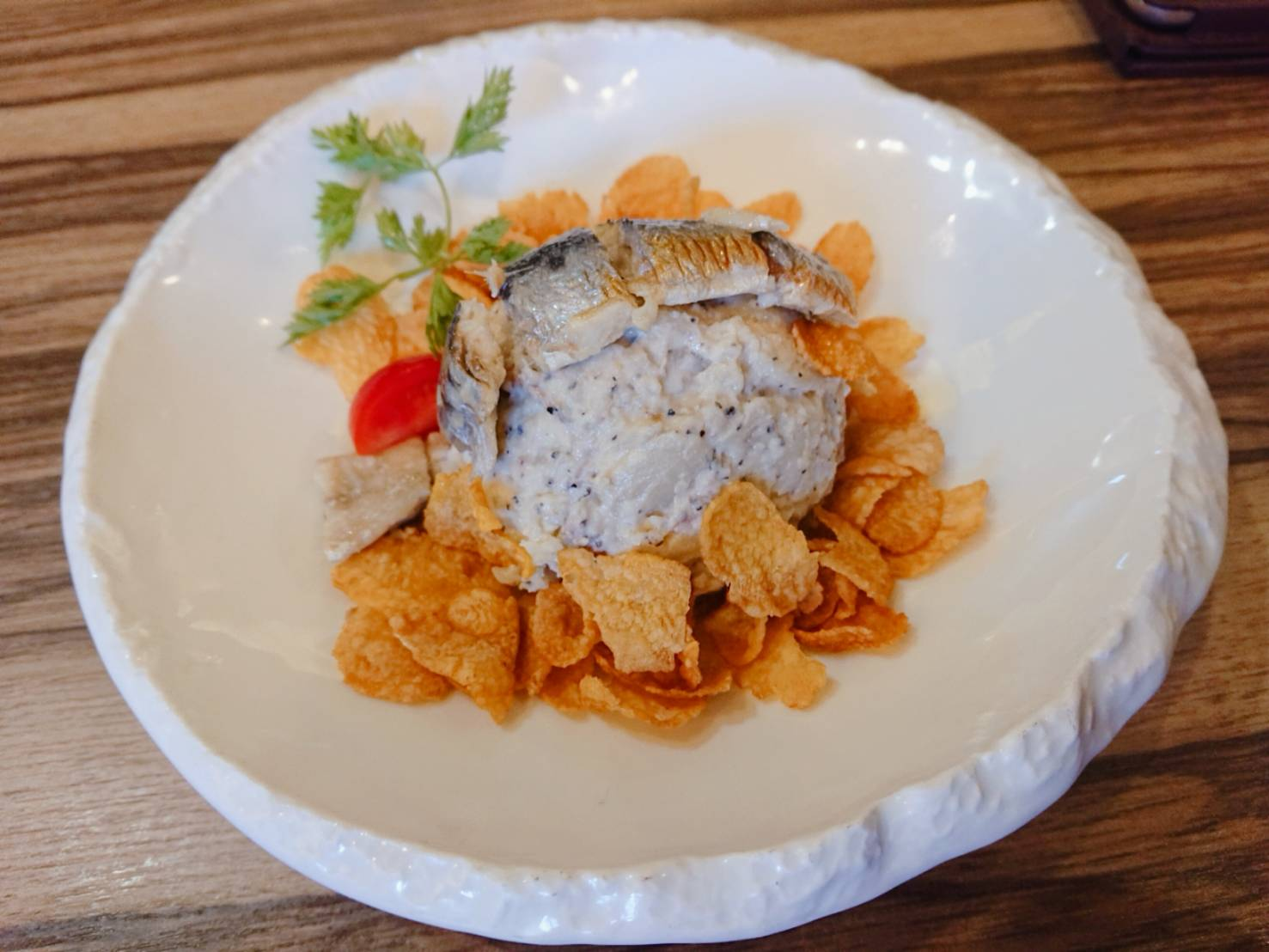
Ensalada japonesa con copos de maíz